# Sybroides howqua
Sybroides howqua là một loài bọ cánh cứng trong họ Cerambycidae.